# Macropsis wellingtonensis
Macropsis wellingtonensis är en insektsart som beskrevs av Evans 1942. Macropsis wellingtonensis ingår i släktet Macropsis och familjen dvärgstritar. Inga underarter finns listade i Catalogue of Life.